# (965) Angelica
Pour les articles homonymes, voir Angelica (homonymie).
(965) Angelica est un astéroïde de la ceinture principale découvert le 4 novembre 1921 par l'astronome argentin Juan Hartmann.
Sa désignation provisoire était 1921 KT.